# Mittersill
Mittersill település Ausztriában, Salzburg tartományban a  található. Területe 132,03 km², lakosainak száma 5 442 fő, népsűrűsége pedig 41 fő/km² (2014. január 1-jén). A település 790 méteres tengerszint feletti magasságban helyezkedik el.
A település részei:
| - Arndorf (1) - Burk (1007) - Felben (647) - Feldstein (80) - Jochberg (17) | - Jochbergthurn (79) - lausen (379) - Lämmerbichl (26) - Loferstein (65) | - Mayrhofen (51) - Mittersill (1895) - Oberfelben (139) | - Paßthurn (89) - Rettenbach (312) - Schattberg (85) - Spielbichl (121) | - Thalbach (304 fő, 2011. október 31-én) - Unterfelben (39) - Weißenstein (69) |

## Fordítás
Ez a szócikk részben vagy egészben  a   Mittersill című angol Wikipédia-szócikk ezen változatának fordításán alapul.  Az eredeti cikk szerkesztőit annak laptörténete sorolja fel. Ez a jelzés csupán a megfogalmazás eredetét és a szerzői jogokat jelzi, nem szolgál a cikkben szereplő információk forrásmegjelöléseként.